# Marea Kara

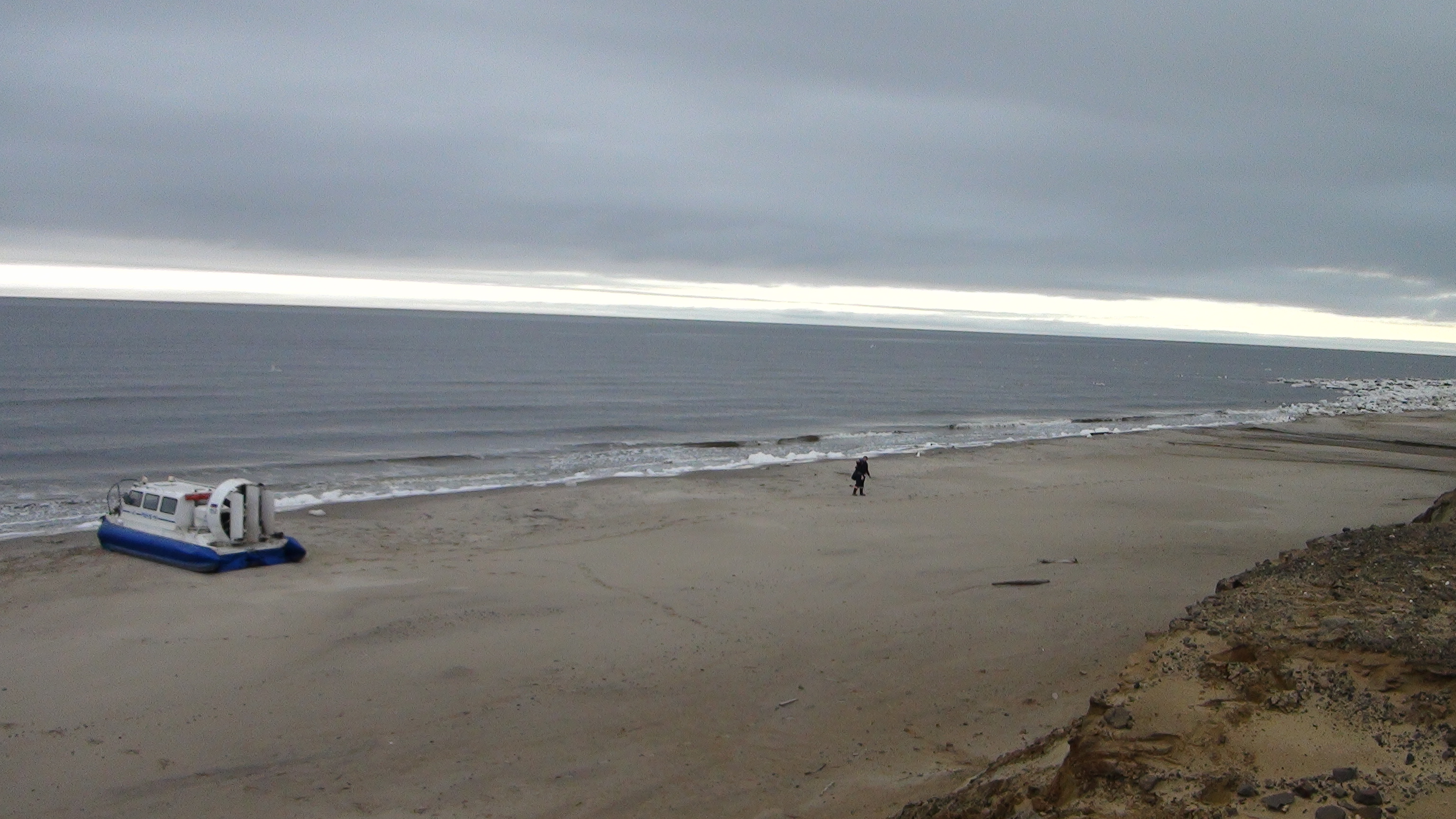
Barca pe o pernă de aer Hivus-10 pe malul Marea Kara

Marea Kara este o parte din Oceanul Arctic, la nord de Siberia. Marea Kara aparține Rusiei în totalitate.

## Geografie
În Marea Kara se varsă 2 mari fluvii siberiene: Obi și Enisei, precum și de Taimâra. La est se află peninsula Taimâr, la sud - peninsula Iamal, la vest - insula Novaia Zemlia, la sud-est - Câmpia Siberiei de Nord.
Marea Kara are lungimea de cca. 1450 km, lățimea de 970 km iar suprafața sa este de cca. 880.000 km pătrați.
Insulele din Marea Kara fac parte din "Marea Rezervație Naturală Arctică", cea mai mare rezervație naturală din Europa și Rusia, stabilită de guvernul rus prin rezoluția din 11 mai 1993.

## Clima
Marea Kara este una din cele mai reci mări ale lumii, cea mai mare parte a suprafeței fiind acoperită cu ghețari.

## Economie
Marea Kara are mari rezerve de gaze naturale, precum și mici rezerve de petrol. De-asemenea, mulți pești sunt prezenți, aducând venituri mari pescarilor.